# FC Atert Bissen
El FC Atert Bissen es un equipo de fútbol de Luxemburgo que juega en la División Nacional de Luxemburgo, la primera categoría de fútbol en el país.

## Historia
Fue fundado en el año 1945 en la localidad de Bissen y nunca han logrado sobresalir en la liga ni en la copa, aunque desde la temporada 2009/10 cuenta con una sección de fútbol femenil, la cual ha ganado el título nacional en dos ocasiones.
En la temporada 2024/25 vence al SC Bettembourg en el playoff de ascenso y logra el ascenso a la División Nacional de Luxemburgo por primera vez el su historia.

## Palmarés
- Primera División de Luxemburgo Grupo A: 3

2015/16, 2017/18, 2023/24

## Jugadores

### Jugadores destacados
- Fangueiro